# Leptogenys nitens
Leptogenys nitens är en myrart som beskrevs av Horace Donisthorpe 1943. Leptogenys nitens ingår i släktet Leptogenys och familjen myror. Inga underarter finns listade i Catalogue of Life.